# Monti Gaoligong
I monti Gaoligong (cinese: 高黎贡山, pinyin: Gāolígòng Shān) sono una sotto-catena del settore meridionale dei monti Hengduan situata negli altopiani dello Yunnan occidentale, lungo il confine tra la Cina sud-occidentale e il Myanmar (Birmania) settentrionale.

## Geografia
I monti Gaoligong sono situati lungo la sponda occidentale della valle del Nujiang; dalla contea di Gongshan si estendono fino alla prefettura di Dehong, coprendo una distanza di circa 500 km. Agiscono da spartiacque tra il Nujiang (Salween) e l'Irrawaddy. Loro vetta principale è il monte Ga her (嘎普), alto 5128 m.
La catena montuosa occupa una parte dell'ecoregione delle foreste miste e di conifere della gola del Nujiang e del Langcang. Tra le specie botaniche più rilevanti si annovera Picea farreri, un peccio molto raro, endemico della zona.

## La riserva naturale nazionale dei monti Gaoligong
La riserva naturale nazionale dei monti Gaoligong è costituita da tre aree distinte.
Una parte è situata nella parte centro-meridionale della catena e si estende su un'area di 120.000 ettari. Larga circa 9 km, si allunga per circa 135 km da nord a sud attraverso parti della contea di Lushui, della città-prefettura di Baoshan e della contea di Tengchong.
Un altro grande frammento della riserva è l'area di Dulongjian, a ovest di Gongshan, dimora del popolo derung.
La vetta più elevata entro i confini della riserva è il monte Wona, alto 3916 m.

### Storia della riserva
La riserva naturale nazionale dei monti Gaoligong venne istituita nel 1983, e nel 1992 il Fondo Mondiale per la Natura l'ha designata area protetta di grado A. Nel 2000, l'UNESCO l'ha dichiarata riserva della biosfera.
La riserva è una delle aree protette dei tre fiumi paralleli dello Yunnan, un sito patrimonio dell'umanità istituito nel 2003.